# Troglohyphantes exul
Troglohyphantes exul là một loài nhện trong họ Linyphiidae.
Loài này thuộc chi Troglohyphantes. Troglohyphantes exul được Konrad Thaler miêu tả năm 1987.